# Rosières-sur-Barbèche
Rosières-sur-Barbèche – miejscowość i gmina we Francji, w regionie Burgundia-Franche-Comté, w departamencie Doubs.
Według danych na rok 2010 gminę zamieszkiwało 97 osób, a gęstość zaludnienia wynosiła 18 osób/km².